# Czesław Kwietniewski
Czesław Kwietniewski (ur. 24 września 1931 w Gałkowicach) – polski rolnik i polityk, poseł na Sejm PRL VIII kadencji.

## Życiorys
Uzyskał tytuł zawodowy magistra rolnictwa w Wyższej Szkole Rolniczej w Krakowie. Zasiadał w Wojewódzkim Komitecie Zjednoczonego Stronnictwa Ludowego w Kielcach oraz w Gminnym Komitecie tej partii w Morawicy. Był radnym Gminnej Rady Narodowej, prezesem Rolniczej Spółdzielni Produkcyjnej w Bilczy oraz członkiem Rady Wojewódzkiej Związku RSP. W latach 1980–1985 pełnił mandat posła na Sejm PRL VIII kadencji w okręgu kieleckim. Zasiadał w Komisji Nauki i Postępu Technicznego, Komisji Rolnictwa i Przemysłu Spożywczego oraz w Komisji Rolnictwa, Gospodarki Żywnościowej i Leśnictwa.

## Odznaczenia
- Złoty Krzyż Zasługi
- Srebrny Krzyż Zasługi
- Medal 30-lecia Polski Ludowej